# Machlolophus spilonotus
Machlolophus spilonotus é uma espécie de ave da família Paridae.
Pode ser encontrada nos seguintes países: Bangladesh, Butão, China, Hong Kong, Índia, Laos, Myanmar, Nepal, Tailândia e Vietname.
Os seus habitats naturais são: florestas subtropicais ou tropicais húmidas de baixa altitude e regiões subtropicais ou tropicais húmidas de alta altitude.